# Баретер

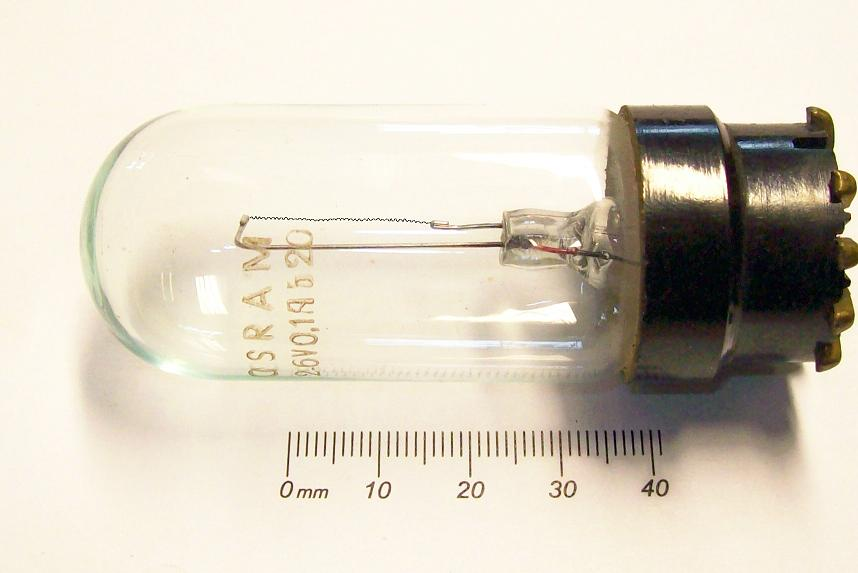
Баретер

Баре́тер (англ. barretter)  — пристрій, який автоматично підтримує силу струму при змінах напруги на кінцях дроту. Застосовуються переважно в електротехнічних пристроях. 
Конструкція — заповнений воднем скляний балон, всередині якого вміщено тонкий залізний або вольфрамовий дріт.

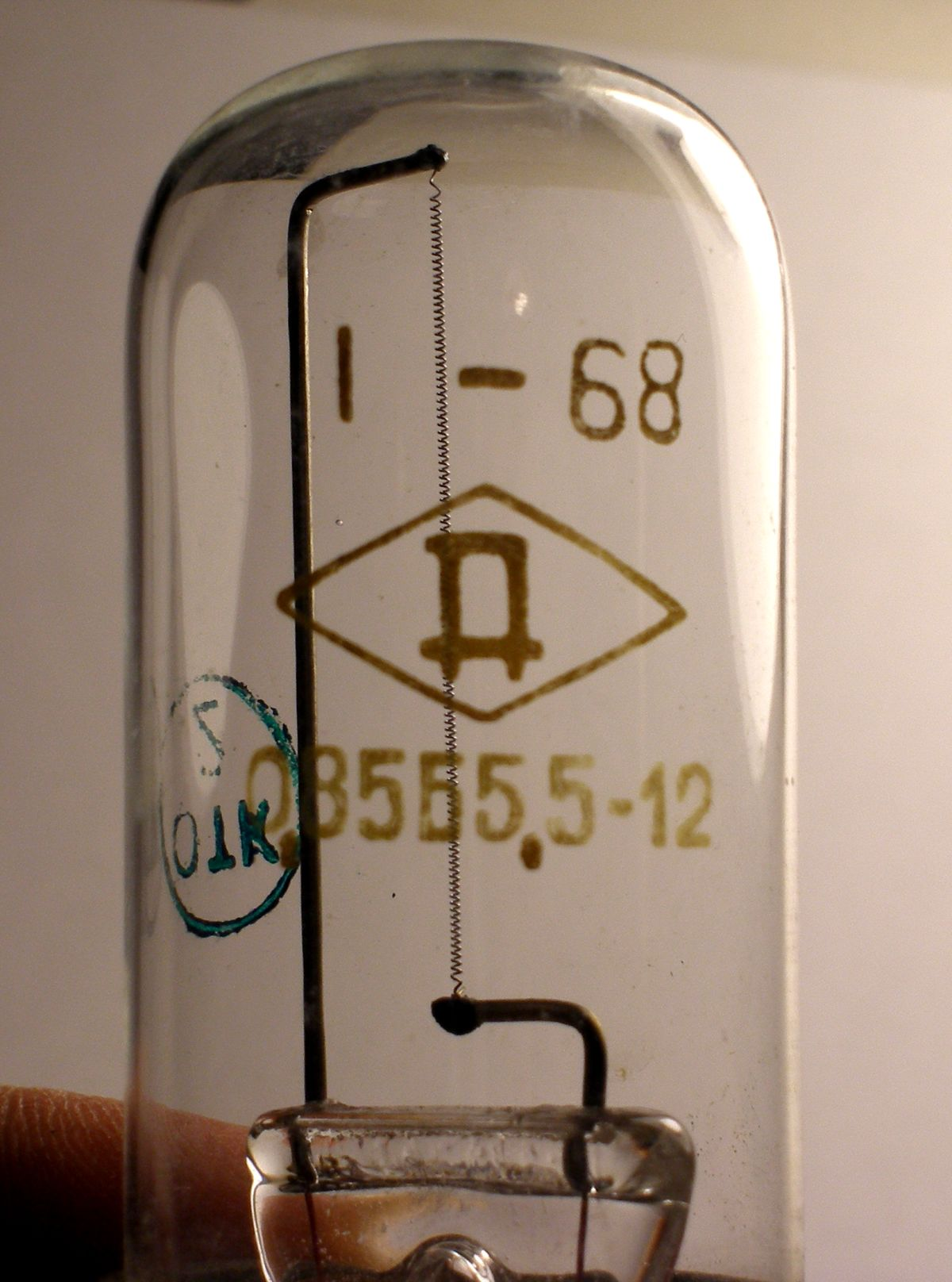
Баретер 0,85Б5,5-12

Вольт-амперна характеристика баретера на певному діапазоні зміни напруги майже горизонтальна. Маркування баретера вказує на його характеристики, наприклад 0,85Б5,5-12: 0,85 — струм (А), який баретер здатний підтримувати постійним; 5,5-12 — ділянка зміни напруги (В) на ділянці баретування.
Баретер застосовувався для стабілізації струму електровакуумних ламп при зміні напруги живлення. Зараз витіснений транзисторами. Масове виробництво транзисторів практично повністю витіснило з використання бареттери, оскільки ділянка колекторних (стокових) ВАХ у транзисторів (особливо польових) придатна для стабілізаторів струму. Схеми на напівпровідникових приладах виходять точними, компактними, довговічними та легко керованими.